# Ville Heinola

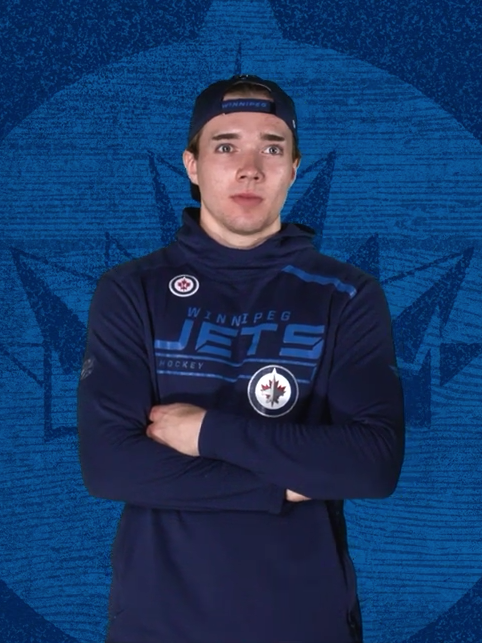
Ville Heinola

Ville Heinola, född 2 mars 2001 i Honkajoki, är en finländsk professionell ishockeyspelare som spelar för Lukko i finska Liiga.

## Klubblagskarriär

### NHL

#### Winnipeg Jets
Han draftades av Winnipeg Jets i den första rundan, som nummer 20 totalt, i NHL-draften 2019.